# ستار چمنی گل
ستار چمنی گل (زاده ۲۱ دی ۱۳۵۷ - سنندج) فیلم‌ساز، مستندساز و کارگردان تلویزیون و سینما، و تهیه‌کننده اهل ایران است.

## زندگی و فعالیت هنری
ستار چمنی گل متأهل است و همسر وی ویدا صالحی از فیلم‌نامه‌نویسان ایرانی است که فیلم سینمایی گل نساء به کارگردانی ستار چمنی گل به نویسندگی ویدا صالحی است. آن‌ها دارای یک فرزند به نام کارن چمنی گل هستند.
ستار چمنی گل فعالیت هنری خود را از سال ۱۳۷۰ با کارگردانی و بازی در چندین تئاتر در کرستان آغاز کرد. وی از همان اوایل در کنار تئاتر به ساخت مستند فعالیت‌های خود را در بخش کارگردانی مستند و فیلم کوتاه آغاز نمود. ستار چمنی گل توانست با ساخت مستند بلند سینمایی 74 قتل‌عام کوردهای ایزدی توسط داعش را به درستی به تصویر بکشد و این مستند بلند سینمایی توانست نامزد دریافت بهترین فیلمبرداری قورباغه طلایی لهستان را به دست آورد.
ستار چمنی گل از فیلم سازان توانای استان کردستان که با آثار خود تاکنون درجشنواره‌های مختلف داخلی وخارجی ازجمله جایزه ویژه هیئت داوران بخش مستند جشنواره فیلم «تیرانا» در آلبانی سال ۲۰۰۸. جایزه ویژه هیئت داوران جشنواره فیلم «بلاک» در آلمان سال ۲۰۰۸. جایزه مستند جشنواره ویدیوئی فیلم «امپریا» در ایتالیا سال ۲۰۰۹. جایزه ویژه هیئت داوران برای بهترین فیلم بخش مستند در سومین دورهٔ جوایز فیلم‌های مستقل جشنواره «گرندآف» Grandoff لهستان در سال ۲۰۰۹، جایزه، جایزه بهترین فیلم مستند هشتمین دوره جشنواره بین‌المللی فیلم و تئاتر دانشجویی «سکینا آپ» کوزوو با فیلم «یک روز پر درد»، حضور درجشنواره‌های ایتالیا، آلمان، سانفرانسیسکو آمریکا، حلبچه، و… از دیگر موفقیت‌های این فیلمساز سنندجی است. داور درسومین جشنواره کردی سلیمانیه است.
او همچنین فعالیتش را در تلویزیون رسمی ایران شبکه کردستان از سال ۱۳۷۶ آغاز کرد و تا کنون چندین فیلم و سریال برای شبکه‌های تلویزیون کردستان ساخته‌است.
با فیلم سینمایی گل نساء حضور در جشنواره‌های:
- ۵۱مین دوره جوایز «رمی» هوستون آمریکا، آوریل ۲۰۱۸
- ۲۱دوره جشنواره بین‌المللی «بروکلین» آمریکا، ژوئن ۲۰۱۸
- ۲۱مین دوره جشنواره بین‌المللی «زنگبار» تانزانیا، ژوئیه ۲۰۱۸
- ۳مین دوره جوایز «ریف» نروژ، اوت ۲۰۱۸
- ۳مین دوره جوایز «رجینا» کانادا، اوت ۲۰۱۸
- ۴۲مین دوره جشنواره بین‌المللی «مونترال» کانادا، آگوست تا سپتامبر ۲۰۱۸
- ۱۵مین دوره جشنواره بین‌المللی «سالنتو» ایتالیا، سپتامبر ۲۰۱۸
- ۱۴مین دوره جشنواره بین‌المللی کشورهای اسلامی «کازان» روسیه، سپتامبر ۲۰۱۸
- ۷مین دوره جشنواره بین‌المللی «ضد خشونت» آکریکا، سپتامبر ۲۰۱۸
- ۱۲مین جشنواره بین‌المللی «بالی» اندونزی، سپتامبر ۲۰۱۸
- ۱۵مین دوره جوایز «سوسه» ارمنستان، نوامبر ۲۰۱۸
- ۱۶مین دوره جشنواره بین‌المللی «سانتا کروز» آمریکا، اکتبر ۲۰۱۸
- ۱۸مین دوره جشنواره بین‌المللی «بیروت» لبنان، ژانویه ۲۰۱۹
- ۳مین دوره جشنواره بین‌المللی «سلیمانیه» اقلیم کردستان، اکتبر ۲۰۱۸
- ۱۲دوره جوایز «آسیا پاسفیک» استرالیا، جزو فیلم‌های انتخابی از ایران، نوامبر ۲۰۱۸
- ۸مین جشنواره بین‌المللی «بریسبان» استرالیا، نمایش فیلمهای منتخب «آسیا پاسفیک» استرالیا، اکتبر ۲۰۱۸
- ۱۷مین دوره جشنواره بین‌المللی «داکا» بنگلادش، ژانویه ۲۰۱۹
- ۴مین دوره جشنواره جهانی «تاشکند» ازبکستان، نوامبر ۲۰۱۸
- ۳مین دوره جشنواره بین‌المللی «کوبانی» سوریه، نوامبر ۲۰۱۸
- ۲مین دوره جشنواره بین‌المللی «برانسون» آمریکا، آوریل ۲۰۱۹
- ۱۱مین دوره جشنواره بین‌المللی «دامبو» آمریکا، ۲۰۱۹
- ۳مین دوره جشنواره بین‌المللی «فنیسن» لیون فرانسه، دسامبر ۲۰۱۹
- نخستین دوره جشنواره بین‌المللی فیلمهای نوآورانه «برن» سوئیس، فوریه ۲۰۱۹
- ۲مین دوره جوایز سالانه «دارالسلام» تانزانیا، (اسکار آفریقا) فوریه ۲۰۱۹
- ۳۴مین دوره جشنواره بین‌المللی فیلم «بلاک» برلین – آلمان می ۲۰۱۹
- ۱۱مین جشنواره فیلمهای مستقل بیرمنگام، انگلیس، آوریل ۲۰۱۹
- ۴۰مین دوره جشنواره بین‌المللی فیلم «دوربان» آفریقای جنوبی، ژوئیه ۲۰۱۹
- ۴مین دوره جشنواره بین‌المللی فیلم «عشق» لس آنجلس، آمریکا، سپتامبر ۲۰۱۹
- ۲مین دوره جشنواره بین‌المللی فیلمهای «آرت» هنگ کنگ، ژوئیه ۲۰۱۹
- ۵مین دوره جشنواره بین‌المللی فیلمسازان جدید «ویدلبروی» آمریکا، اوت ۲۰۱۹
- ۱۱مین دوره جشنواره بین‌المللی فیلم «آنجایلیکا» آمریکا، اکتبر ۲۰۱۹

## جوایز فیلم سینمایی گل نساء
- نشان طلای بهترین کارگردانی فیلم اول از ۵۱مین دوره جوایز «رمی» هوستون آمریکا
- جایزه بهترین بازیگر اول مرد از انجمن منتقدان هوستون آمریکا (فیپرشی) از ۵۱مین دوره جوایز «رمی» هوستون آمریکا
- جایزه بهترین بازیگر اول زن از ۱۵مین دوره جشنواره بین‌المللی «سالنتو» ایتالیا
- جایزه بهترین کارگردانی فیلم بلند از ۱۴مین دوره جشنواره بین‌المللی کشورهای اسلامی «کازان» روسیه
- جایزه بهترین فیلمبرداری فیلم بلند از ۱۴مین دوره جشنواره بین‌المللی کشورهای اسلامی «کازان» روسیه
- جایزه بهترین فیلم بلند از ۷مین دوره جشنواره بین‌المللی «ضد خشونت» آمریکا
- جایزه بهترین خلاقیت در فیلم سینمایی از ۳مین دوره جشنواره بین‌المللی «سلیمانیه» اقلیم کردستان
- جایزه بهترین فیلمبرداری فیلم بلند از ۴مین دوره جشنواره جهانی «تاشکند» ازبکستان
- جایزه بهترین فیلم از نخستین دوره جشنواره بین‌المللی فیلمهای نوآورانه «برن» سوئیس
- جایزه بهترین بازیگری نقش اول زن از نخستین دوره جشنواره بین‌المللی فیلمهای نوآورانه «برن» سوئیس
- جایزه بهترین فیلمنامه سینمایی از جوایز سالانه دارالسلام برای ویدا صالحی (اسکار آفریقایی)
- جایزه بهترین کارگردانی فیلم سینمایی از جوایز سالانه دارالسلام برای ستار چمنی گل (اسکار آفریقایی)
- جایزه بهترین فیلم از ۳مین دوره جشنواره بین‌المللی «فنیسن» لیون فرانسه
- نشان الماس جشنواره به ستار چمنی گل و ویدا صالحی تهیه‌کننده و کارگردان و فیلم‌نامه‌نویس از ۱۱مین جشنواره فیلمهای مستقل بیرمنگام، انگلیس
- جایزه بهترین فیلمبرداری فیلم بلند مستقل به محمد فکوری از ۱۱مین جشنواره فیلمهای مستقل بیرمنگام، انگلیس

## کارنامه هنری

### فیلمهای سینمایی
- گل نساء ۱۳۹۶ (کارگردان و تهیه‌کننده)[۱۰]

### مستند سینمایی
- مجموعه سالکان (تهیه‌کننده و کارگردان) ۱۳۹۲
- ۷۴ (کارگردان و تهیه‌کننده)[۱۱] ۱۳۹۵
- یک روز پر درد (کارگردان و تهیه‌کننده)[۱۲]۱۳۸۸

### سریال‌های تلویزیونی
- خانه ای برای خوشبختی (کارگردان و تهیه‌کننده) (۱۳۹۳)
- شاکی (کارگردان و تهیه‌کننده) (1395)[۱۳]
- روزهای خوش زندگی (کارگردان و تهیه‌کننده)(1392)[۹]